# Burg Feuchtwangen
Die Burg Feuchtwangen, auch Jagsheimisches Schlösschen genannt, ist eine abgegangene mittelalterliche Wasserburg und späteres Schloss in Feuchtwangen (Zum Taubenbrünnlein 11) im Landkreis Ansbach in Bayern.
Vermutlich war die ehemalige Wasserburganlage in die Feuchtwanger Stadtbefestigung integriert. Im frühen 15. Jahrhundert fanden Aus- und Umbauten statt. 1765 wurde der heute noch erhaltene Neubau, ein Putzbau mit Walmdach, errichtet. Das Jagsheimisches Schlösschen war Sitz der Herren von Jagsheim.